# 테사 앨벗슨
테사 앨벗슨(Tessa Albertson, 1996년 8월 13일 ~ )은 미국의 배우, 텔레비전 배우, 영화배우이다.
뉴욕에서 태어났다.

## 영화
- 블레임 (2017년)
- 노벰버 크리미널즈 (2017년) - 알렉스 역
- 배리 (2016년)
- 컴플리트 언노운 (2016년)
- 어바웃 레이 (2015년) - 스푼 역
- 디스커넥트 (2012년) - 이자벨라 역
- 이상한 나라의 피비 (2008년) - 앨리스 역